# Infected Mushroom
Infected Mushroom (Інфектед Машрум), אינפקטד מאשרום — ізраїльський гурт із Кір'ят-Яма (неподалік Хайфи), що виконує музику між стилями психоделічного трансу та електронної музики. Спочатку це був дует, до складу якого входили Ерез Айзен та Аміт Дувдевані. Тепер гурт працює в Лос-Анджелесі.

## Учасники
- Аміт Дувдевані, відомий як Duvdev (Amit Duvdevani)
- Ерез Айзен, відомий як I.Zen (Erez Eisen)
- Том Суннінґем (Tom Cunningham)
- Ерез Нетз (Erez Netz)
- Роґеріо Жардім (Rogério Jardim)

## Дискографія
Альбоми
- The Gathering (1999)
- Classical Mushroom (2000)
- B.P. Empire (2001)
- Converting Vegetarians (2003)
- IM the Supervisor (2004)
- Vicious Delicious (2007)
- Legend of the Black Shawarma (2009)
- Army Of Mushrooms (2012)
- Friends on Mushrooms (2013)
- Converting Vegetarians II (2015)
- Fields of Grey (2015)
- Return to the Sauce (2017)

Міні-альбоми
- Intelligate (1999)
- Bust a Move (2001)
- Classical Mushroom (2001)
- B.P. Empire (2001)
- Songs From The Other Side (2003)
- Birthday (feat. Berry Sakharof) (2002)

Синґли
- Deeply Disturbed (2003)
- Cities of the Future (2004)
- Stretched (2005)
- Becoming Insane (2007)
- Smashing the Opponent (2009)
- Killing Time (2010)
- Deck & Sheker (2010)
- Pink Nightmares (2011)
- Ani Mevushal(2020)

Кліпи
- «Becoming Insane» (2006)
- «Smashing The Opponent» (2009)
- «Pink Nightmares» (2011)